# Poecilobothrus nobilitatus
Die Grüne Langbeinfliege (Poecilobothrus nobilitatus) ist eine Art aus der Familie der Langbeinfliegen (Dolichopodidae).

## Merkmale
Die Fliegen erreichen eine Körperlänge von 6,0 bis 7,0 Millimetern. Männchen und Weibchen unterscheiden sich in ihrem Äußeren. Das Weibchen hat einen grün schillernden Körper mit Purpurglanz und weißbereiften Hinterleibsseiten und hellgrauen Flügeln, die an der Flügelspitze dunkle Flecken haben. Die Männchen haben dunkel getönte Flügel mit markantem milchigem Apikalfleck. Das Mesonotum hat wie bei allen Arten der Gattung Poecilobothrus seitlich einen violetten Fleck. Die Cerci sind langgestreckt und dreieckig. Ihre Unterseite ist stark gezähnt.

## Vorkommen und Lebensweise
Die Tiere kommen in weiten Teilen Europas vor, fehlen jedoch im hohen Norden. Die Imagines sind im Sommer am Rand von Gewässern und auf überschwemmten Wiesen anzutreffen. Das Männchen hat eine charakteristische Art um das Weibchen zu werben. Etwa zwei bis drei Zentimeter entfernt werden die Flügel rhythmisch gespreizt und werden die weißen Flügelspitzen durch Flügeldrehen gezeigt. Auch zeigen die Männchen ihre Flugkünste mit raschen Kehrtwenden und Schweben am Platz. Konkurrenten werden während dieses Verhaltens verjagt.

## Belege